# Eusterinx kurilensis
Eusterinx kurilensis là một loài tò vò trong họ Ichneumonidae.